# Steel Aréna
Steel Aréna (poprz. nazwa Zimný štadión Ladislava Trojáka) – hala sportowo-widowiskowa w Koszycach na Słowacji.

## Imprezy
- Mistrzostwa Świata w Hokeju na Lodzie 2011/Elita

## Linki zewnętrzne

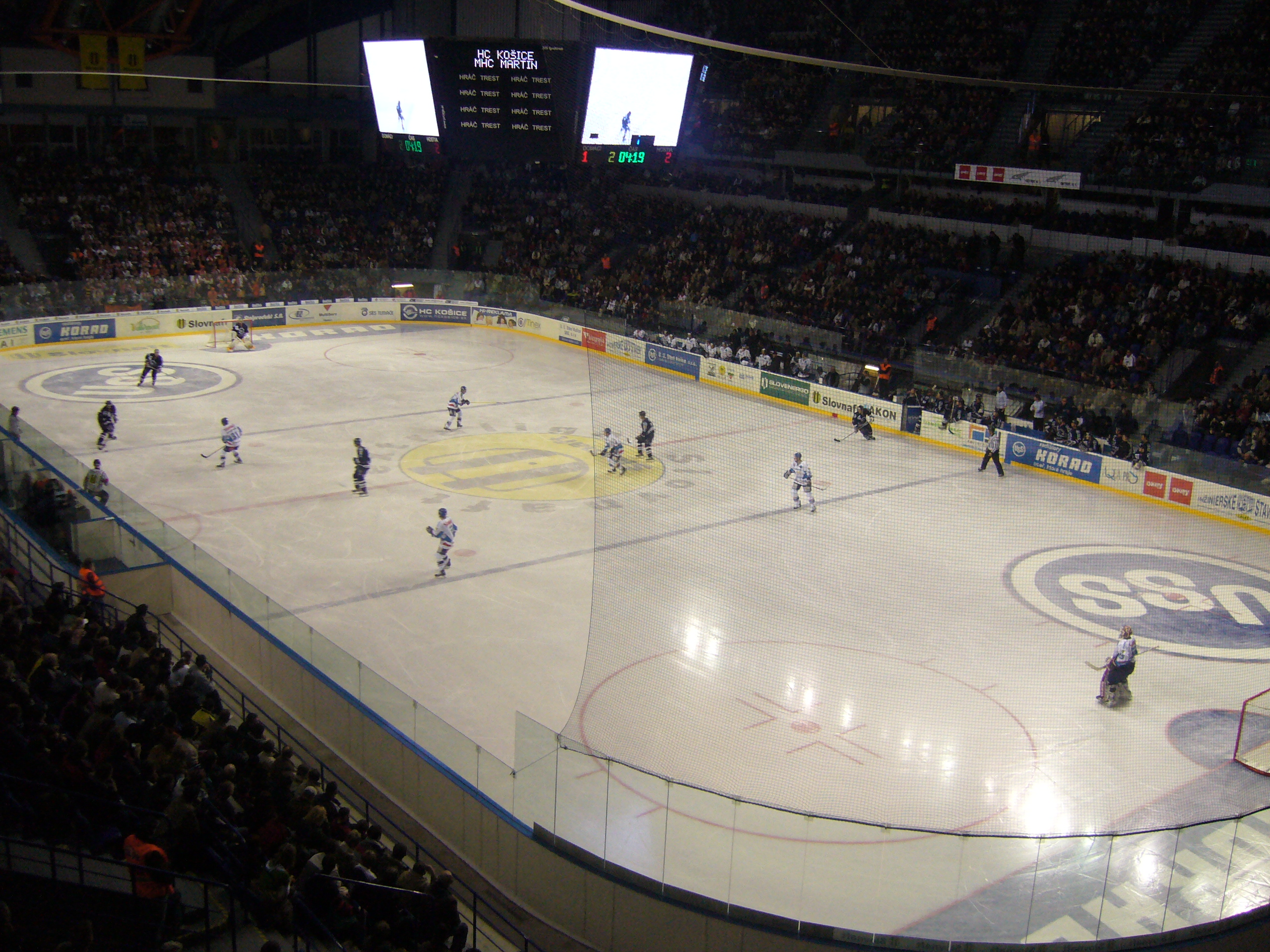
Lodowisko podczas meczu hokejowego HC Koszyce - MHC Martin 16 lutego 2007